# Arctosa liujiapingensis
Arctosa liujiapingensis là một loài nhện trong họ Lycosidae.
Loài này thuộc chi Arctosa. Arctosa liujiapingensis được Chang-Min Yin et al miêu tả năm 1997..